# 理查德·莫汶·黑尔
理查德·莫汶·黑尔FBA （1919年3月21日—2002年1月29日）是一位英国道德哲学家，在1966年和1983年间于牛津大学担任怀特道德哲学教授。此后，他在佛罗里达大学任教多年。他的元伦理学理论在二十世纪下半叶具有很大的影响力。